# Campionati europei di atletica leggera indoor 2023 - Getto del peso femminile
La gara di getto del peso femminile ai campionati europei di atletica leggera indoor di Istanbul 2023 si è svolta il 2 e il 3 marzo 2023 presso l'Ataköy Athletics Arena.

## Podio
| Pos.    | Atleta        | Nazionalità |
| ------- | ------------- | ----------- |
| Oro     | Auriol Dongmo | Portogallo  |
| Argento | Sara Gambetta | Germania    |
| Bronzo  | Fanny Roos    | Svezia      |

## Record
| Record                | Record             | Record  | Record                    | Record           |
| --------------------- | ------------------ | ------- | ------------------------- | ---------------- |
| Record mondiale       | Helena Fibingerová | 22,50 m | Jablonec, Repubblica Ceca | 19 febbraio 1977 |
| Record europeo        | Helena Fibingerová | 22,50 m | Jablonec, Repubblica Ceca | 19 febbraio 1977 |
| Record dei campionati | Helena Fibingerová | 21,46 m | San Sebastián, Spagna     | 13 marzo 1977    |

## Programma
| Data         | Ora   | Turno          |
| ------------ | ----- | -------------- |
| 2 marzo 2023 | 20:40 | Qualificazione |
| 3 marzo 2023 | 20:53 | Finale         |

## Risultati

### Qualificazione
Qualificazione: le atlete che raggiungono la misura di 18,50 m (Q) o le migliori 8 (q) avanzano alla finale.
| Pos. | Atleta               | Nazionalità | 1ª prova | 2ª prova | 3ª prova | Risultato | Note                                     |
| ---- | -------------------- | ----------- | -------- | -------- | -------- | --------- | ---------------------------------------- |
| 1    | Jessica Schilder     | Paesi Bassi | 19,18 m  |          |          | 19,18 m   | Q                                        |
| 2    | Auriol Dongmo        | Portogallo  | 18,51 m  |          |          | 18,51 m   | Q                                        |
| 3    | Fanny Roos           | Svezia      | 18,35 m  | x        | x        | 18,35 m   | q                                        |
| 4    | Sara Gambetta        | Germania    | 17,89 m  | 18,26 m  | 18,33 m  | 18,33 m   | q                                        |
| 5    | Julia Ritter         | Germania    | 17,81 m  | 18,05 m  | 17,77 m  | 18,05 m   | q                                        |
| 6    | Anita Márton         | Ungheria    | 16,99 m  | 17,99 m  | 17,50 m  | 17,99 m   | q                                        |
| 7    | Jessica Inchude      | Portogallo  | 17,92 m  | x        | x        | 17,92 m   | q                                        |
| 8    | Dimitriana Bezede    | Moldavia    | 16,52 m  | 17,00 m  | 17,90 m  | 17,90 m   | q                                        |
| 9    | Sara Lennman         | Svezia      | 17,82 m  | 17,62 m  | 17,79 m  | 17,82 m   |                                          |
| 10   | Katharina Maisch     | Germania    | 17,44 m  | x        | x        | 17,44 m   |                                          |
| 11   | Benthe König         | Paesi Bassi | 16,77 m  | 16,80 m  | 17,23 m  | 17,23 m   |                                          |
| 12   | Eliana Bandeira      | Portogallo  | x        | x        | 17,23 m  | 17,23 m   |                                          |
| 13   | María Belén Toimil   | Spagna      | 16,26 m  | 16,88 m  | x        | 16,88 m   |                                          |
| 14   | Eveliina Rouvali     | Finlandia   | 15,64 m  | 16,24 m  | 16,26 m  | 16,26 m   |                                          |
| 15   | Jolien Boumkwo       | Belgio      | 15,82 m  | 16,18 m  | 15,66 m  | 16,18 m   |                                          |
| 16   | Sopiko Shatirishvili | Georgia     | 14,69 m  | 14,55 m  | 15,08 m  | 15,08 m   | Miglior prestazione personale stagionale |

### Finale
| Pos.    | Atleta            | Nazione    | 1ª prova | 2ª prova | 3ª prova | 4ª prova | 5ª prova | 6ª prova | Risultato | Note                                     |
| ------- | ----------------- | ---------- | -------- | -------- | -------- | -------- | -------- | -------- | --------- | ---------------------------------------- |
| Oro     | Auriol Dongmo     | Portogallo | 19,63 m  | 18,68 m  | 19,76 m  | x        | 19,38 m  | 19,62 m  | 19,76 m   | Miglior prestazione europea stagionale   |
| Argento | Sara Gambetta     | Germania   | 18,26 m  | x        | 18,20 m  | 18,16 m  | 18,83 m  | 18,31 m  | 18,83 m   | Miglior prestazione personale stagionale |
| Bronzo  | Fanny Roos        | Svezia     | 17,50 m  | x        | 17,71 m  | 17,71 m  | x        | 18,42 m  | 18,42 m   |                                          |
| 4       | Jessica Inchude   | Portogallo | x        | 18,12 m  | 18,06 m  | 18,33 m  | x        | 18,29 m  | 18,33 m   |                                          |
| 5       | Jessica Schilder  | Germania   | 18,10 m  | 18,29 m  | x        | 18,21 m  | x        | x        | 18,29 m   |                                          |
| 6       | Anita Márton      | Ungheria   | 16,64 m  | 17,82 m  | 18,28 m  | 17,68 m  | 17,88 m  | x        | 18,28 m   | Miglior prestazione personale stagionale |
| 7       | Dimitriana Bezede | Moldavia   | 17,98 m  | x        | x        | x        | x        | x        | 17,98 m   | Miglior prestazione personale stagionale |
| 8       | Julia Ritter      | Germania   | 17,41 m  | 17,89 m  | x        | x        | x        | x        | 17,89 m   |                                          |